# Molophilus (Molophilus) cristiferus
Molophilus (Molophilus) cristiferus is een tweevleugelige uit de familie steltmuggen (Limoniidae). De soort komt voor in het Australaziatisch gebied.